# Neobisium lombardicum martae
Neobisium lombardicum martae es una subespecie de arácnido del orden Pseudoscorpionida de la familia Neobisiidae.

## Distribución geográfica
Se encuentra en Italia.